# Dike Eddleman
Thomas Dwight Eddleman, detto Dike (Centralia, 27 dicembre 1922 – Urbana, 1º agosto 2001), è stato un cestista e altista statunitense.

## Carriera
Da cestista giocò nella NBA. Come atleta prese parte ai Giochi della XIV Olimpiade, classificandosi al quarto posto nel salto in alto.

## Palmarès
- 2 volte NCAA AP All-America Second Team (1948, 1949)
- 2 volte NBA All-Star (1951, 1952)